# Eurybia (dier)
Eurybia is een geslacht van vlinders uit de familie van de prachtvlinders (Riodinidae), onderfamilie Riodininae.
Eurybia werd in 1807 voor het eerst wetenschappelijk beschreven door Illiger.

## Soorten
Eurybia omvat de volgende soorten:
- E. albiseriata Weymer, 1890
- E. caerulescens H. Druce, 1904
- E. carolina Godart, 1824
- E. constantius (Fabricius, 1793)
- E. cyclopia Stichel, 1910
- E. dardus (Fabricius, 1787)
- E. donna C. & R. Felder, 1862
- E. elvina Stichel, 1910
- E. franciscana C. & R. Felder, 1862
- E. halimede (Hübner, 1807)
- E. hyacinthina Stichel, 1910
- E. jemima Hewitson, 1869
- E. juturna C. & R. Felder, 1865
- E. lamia (Cramer, 1777)
- E. latifasciata (Hewitson, 1869)
- E. lycisca Westwood, 1851
- E. misellivestis Stichel, 1910
- E. molochina Stichel, 1910
- E. nicaea (Fabricius, 1775)
- E. nicaeus (Fabricius, 1775)
- E. patrona Weymer, 1875
- E. pergaea (Geyer, 1832)
- E. promota Stichel, 1910
- E. rubeolata Stichel, 1910
- E. silaceana Stichel, 1924
- E. suffusa Stichel, 1916
- E. unxia Godman & Salvin, 1885